# Мануель Гонсалес Прада
Хосе́ Мануе́ль де лос Ре́йєс Гонса́лес де Пра́да-і-Ульо́а (ісп. Jose Manuel de los Reyes González de Prada y Ulloa; *5 січня 1844, Ліма, Перу — 22 липня 1918, там же) — перуанський політик і анархіст, літературний критик, письменник і директор Національної бібліотеки Перу. Його добре пам'ятають як соціального критика, який допоміг розвинути інтелектуальну думку в Перу на початку ХХ століття, а також за академічний стиль, відомий як модернізм. Багато його творів були опубліковані посмертно.

## З життєпису
Народився 5 січня 1844 року в Лімі в заможній, консервативній іспанській родині. Його батько Франсіско Гонсалес де Прада Маррон-і-Ломбрера був суддею та політиком, якийсь час був членом Верховного суду та мером Ліми. Його мати — Марія Хосефа Альварес де Ульоа-і-Родрігес де ла Роса.
Через політичну опалу батька сім'я оселилася у Вальпараїсо (Чилі), де він почав навчання в англійській школі. Повернувшись до Перу, його батько був обраний мером Ліми в 1857 році, і Мануель Гонсалес продовжив навчання в семінарії Санто-Торібіо. По часі покинув Санто-Торібіо і вступив до ліберального Конвікторіуму Сан-Карлоса, де вивчав право та літературу.

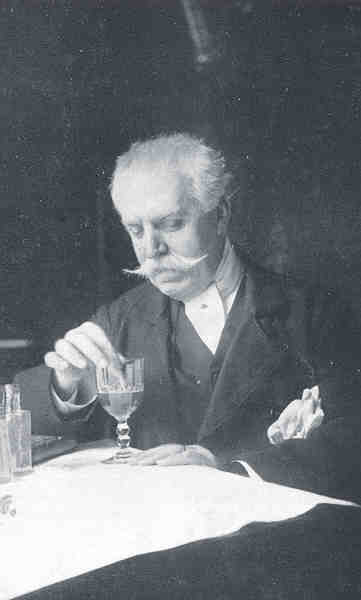
Гонсалес Прада в 1915 році

Мануель Гонсалес Прада взяв участь у створенні Літературного клубу Ліми та Перуанського літературного гуртка. 
Одна з найцікавіших літературних особистостей Перу і запеклий критик суспільства, в якому він жив, атеїст, послідовник Дарвіна, Спенсера та Конта, Мануель Гонсалес Прада був потужним полемістом, цілями якого були католицька церква, іспанська традиція та загалом будь-яка форма консерватизму. По факту він був частиною цілої групи соціальних реформаторів, до складу якої входили Рікардо Пальма, Хуана Мануела Горріті, Клорінда Матто де Тернер і Мерседес Кабелло де Карбонера. Ці літератори були стурбовані міцним впливом іспанського колоніалізму в Перу, і Гонсалес Прада був, напевно, найрадикальнішим з них усіх. 
Після поразки Перу у війні на Тихому океані Гонсалес Прада 3 роки залишався вдома, відмовляючись дивитися на іноземних загарбників. Він був членом Партії сивілістів, але пішов з неї, щоб разом зі своїми друзями заснувати радикальну партію, відому як Національний союз, партію «пропаганди й атаки». Ця партія висувала його кандидатом у президенти, але після переслідувань він втік до Європи. 
Прада балотувався як кандидат у президенти від своєї партії на президентських виборах 1899 року та посів третє місце з 0,95% голосів. Після провалу на президентських виборах його запросили працювати в новосформованому уряді. Відтак, він обійняв посаду директора Національної бібліотеки Перу на проспекті Абанкай і допоміг покращити та реорганізувати бібліотеку до міжнародного стандарту. 
Мануель Гонсалес Прада помер від зупинки серця 22 липня 1918 року.
Хоча він не вважав себе комуністом, Гонсалес Прада був близький до Маркса в економічній теорії. Він виступав проти російської революції 1917 року та відкидав жорсткість комуністичної партії. Точніше, він був близький до П'єра Жозефа Прудона, а також до Бакуніна та їхнього анархізму. Він критикував аристократичний клас (членом якого був) за його злочини та втрату можливостей. Гонсалес Прада закликав робітників, студентів і жителів Анд взяти владу і реформувати Перу.

## З доробку
Найвідоміша книга Мануеля Гонсалеса Пради Pájinas libres (укр. «Порожні сторінки», Париж, 1894) викликала громадський резонанс, який наблизив автора до відлучення від католицької церкви. Його мати, віддана католичка, померла в 1888 році, і після цього критика тільки посилилась. Прада висловився, що Церква «проповідувала нагірну проповідь і практикувала мораль Юди». Найрадикальнішим же твором, який мислитель опублікував за життя, стала книга Horas de lucha («Години битви», Ліма, 1908).
Окрім того, що він був філософом і визначним політичним агітатором, Гонсалес Прада важливий як перший латиноамериканський автор, який писав у стилі, відомому як модернізм (модерніст по-іспанськи, відмінний від англо-американського модернізму) — поет у Перу, що передбачив деякі літературні інновації, які Рубен Даріо незабаром принесе всьому латиноамериканському світу. Він також представив нові прийоми, такі як тріолет, рондель і малайський пантун, які оживили іспанський вірш. 
Крім поезії, Прада розвивав есеїстику. Його інтелектуальний і стилістичний слід можна знайти в роботах Клорінди Матто де Тернер, Мерседес Кабелло де Карбонери, Хосе Сантоса Чокано, Аврори Касерес, Сесара Вальєхо, Хосе Карлоса Маріатегі та Маріо Варгаса Льйоси.
Його книги поезій Minúsculas (1901) і Exóticas (1911) часто вважаються модерністськими, хоча вони й виходять за рамки цього руху. Деякі критики вважають його поезію допролетарською. «Перуанські балади» (Baladas peruanas, 1935), чи не найкраща його книга, є виправданням індіанця. Його метричні та ритмічні інновації та експерименти є визначними в іспано-американській поезії. «Години битви» (1908) є взірцем його прози.